# Centro natatorio Mompiano
Il centro natatorio Mompiano è un complesso infrastrutturale per le attività natatorie con sede a Brescia nel quartiere di Mompiano.

## Attrezzature
Il centro ospita una vasca (33 × 25 m) e due vaschini interni, una vasca (25 × 15), una vasca didattica e una vasca baby esterne, oltre a un parco estivo/lido. La tribuna interna ha capienza per 764 persone. 
Non è dotato di impianto di illuminazione esterna.
Possiede un bar con posti all'esterno; c'è la possibilità, nel periodo estivo, di noleggiare sdraio e ombrelloni.

## Società beneficiarie
A partire dalla stagione 2013-14 il centro ospita le partite casalinghe dell'AN Brescia, la principale squadra pallanuotistica della città, già campione d'Italia nel 2003 e nel 2021. In precedenza la squadra disputava le partite interne nella "Piscina Lamarmora" di via Rodi, dove ancora gioca invece la seconda squadra cittadina, la Pallanuoto Brescia, in alternanza a questo impianto.
Viene anche utilizzata, oltre che dalle formazioni giovanili delle due squadre, anche per competizioni di nuoto sincronizzato e, data la proprietà del Comune di Brescia, si può utilizzare per nuotare liberamente.